# 严智怡
嚴智怡（1882年—1935年），字慈約，後改持約，天津市人，為中國著名教育家南開系列學校創辦人之一嚴修先生的次子。嚴智怡是中國近代著名美術教育家、博物館事業家，創建中國首座公立的現代美術館──天津博物院
（1928年改稱河北第一博物館，1934年再更名為河北博物館）。畢生致力於宣導保護地方文化古蹟，多次組織古物遺跡調查及標本採集，有「中國近代博物館事業開拓人」之美譽。

## 生平
嚴智怡早年就讀於嚴氏家館，師從張伯苓，1903年赴日本留學，1907年畢業於東京高等工業學校（現為東京工業大學）。學成歸國後，先後擔任農商部秘書、直隸省民政廳實業司工商科科長、籌備巴拿馬賽會事務局（後來改名為出品協會事務局）局長、直隸省商品陳列所所長、省民政厅实业司工商科科长巴拿馬世博會中國代表團直隸總代表，南開中學、南開大學董事等職務，並於：
- 1913年 擔任直隸商品陳列所所長。
- 1915年 出席巴拿馬萬國博覽會，考察美國教育與博物館。
- 1916年 組織籌備興建天津博物院。
- 1922年 擔任天津博物院院長[3]兼天津公園董事會會長。
- 1917至1922年 擔任直隸省實業廳廳長。
- 1926年 接任農商部商標局局長。
- 1928年 接任河北第一博物院院長。
- 1931年 擔任河北省政府委員兼教育廳廳長。
- 1935年3月21日 病逝於天津，享年53歲。[2]

## 著作及出版
- 《巴拿馬賽會直隸觀會叢編》[4]
- 《直隸實業雜誌》
- 《河北第一博物院半月刊》